# Campeonato Paranaense 2011
In 2011 werd het 97ste Campeonato Paranaense gespeeld voor voetbalclubs uit de Braziliaanse staat Paraná. De competitie werd gespeeld van 16 januari tot 15 mei en werd georganiseerd door de Federação Paranaense de Futebol. Er werden twee toernooien gespeeld, omdat Coritiba beide won was er geen finale om de titel nodig. 
Er werd ook een Campeonato do Interior gespeeld, waaraan de best geklasseerde clubs deelnamen die niet uit de stad Curitiba afkomstig kwamen, dit werd gewonnen door Cianorte. 

## Eerste toernooi
| Plaats | Club                   | Wed. | W | G | V | Saldo | Ptn. |
| ------ | ---------------------- | ---- | - | - | - | ----- | ---- |
| 1.     | Coritiba               | 11   | 9 | 2 | 0 | 27:8  | 29   |
| 2.     | Operário Ferroviário   | 11   | 7 | 1 | 3 | 17:10 | 22   |
| 3.     | Atlético Paranaense    | 11   | 7 | 0 | 4 | 25:18 | 21   |
| 4.     | Iraty                  | 11   | 6 | 2 | 3 | 16:13 | 20   |
| 5.     | Arapongas              | 11   | 5 | 2 | 4 | 10:8  | 17   |
| 6.     | Cianorte               | 11   | 5 | 2 | 4 | 15:14 | 17   |
| 7.     | Corinthians Paranaense | 11   | 5 | 0 | 6 | 12:15 | 15   |
| 8.     | Roma                   | 11   | 3 | 5 | 3 | 15:17 | 14   |
| 9.     | Paranavaí              | 11   | 3 | 2 | 6 | 14:18 | 11   |
| 10.    | Rio Branco             | 11   | 2 | 3 | 6 | 12:20 | 9    |
| 11.    | Cascavel               | 11   | 1 | 3 | 7 | 8:17  | 6    |
| 12.    | Paraná                 | 11   | 1 | 2 | 8 | 8:21  | 5    |

|  | Geplaatst voor Finale |

## Tweede toernooi
| Plaats | Club                   | Wed. | W  | G | V | Saldo | Ptn. |
| ------ | ---------------------- | ---- | -- | - | - | ----- | ---- |
| 1.     | Coritiba               | 11   | 11 | 0 | 0 | 35:9  | 33   |
| 2.     | Atlético Paranaense    | 11   | 8  | 1 | 2 | 21:14 | 25   |
| 3.     | Operário Ferroviário   | 11   | 5  | 3 | 3 | 18:15 | 18   |
| 4.     | Paraná                 | 11   | 5  | 3 | 3 | 18:17 | 18   |
| 5.     | Cianorte               | 11   | 5  | 2 | 4 | 18:11 | 17   |
| 6.     | Arapongas              | 11   | 5  | 2 | 4 | 19:17 | 17   |
| 7.     | Rio Branco             | 11   | 4  | 3 | 4 | 12:20 | 15   |
| 8.     | Paranavaí              | 11   | 4  | 2 | 5 | 19:19 | 14   |
| 9.     | Roma                   | 11   | 4  | 1 | 6 | 17:23 | 13   |
| 10.    | Corinthians Paranaense | 11   | 2  | 3 | 6 | 14:18 | 9    |
| 11.    | Iraty                  | 11   | 1  | 2 | 8 | 11:21 | 5    |
| 12.    | Cascavel               | 11   | 0  | 2 | 9 | 7:25  | 2    |

|  | Geplaatst voor Finale |

## Totaalstand
| Plaats | Club                   | Wed. | W  | G | V  | Saldo | Ptn. |
| ------ | ---------------------- | ---- | -- | - | -- | ----- | ---- |
| 1.     | Coritiba               | 22   | 20 | 2 | 0  | 62:17 | 62   |
| 2.     | Atlético Paranaense    | 22   | 15 | 1 | 6  | 46:32 | 46   |
| 3.     | Operário Ferroviário   | 22   | 12 | 4 | 6  | 35:25 | 40   |
| 4.     | Cianorte               | 22   | 10 | 4 | 8  | 33:25 | 34   |
| 5.     | Arapongas              | 22   | 10 | 4 | 8  | 29:25 | 34   |
| 6.     | Roma                   | 22   | 7  | 6 | 9  | 32:40 | 27   |
| 7.     | Paranavaí              | 22   | 7  | 4 | 11 | 33:37 | 25   |
| 8.     | Iraty                  | 22   | 7  | 4 | 11 | 27:34 | 25   |
| 9.     | Corinthians Paranaense | 22   | 7  | 3 | 12 | 26:33 | 24   |
| 10.    | Rio Branco             | 22   | 6  | 6 | 10 | 24:40 | 24   |
| 11.    | Paraná                 | 22   | 6  | 5 | 11 | 26:38 | 23   |
| 12.    | Cascavel               | 22   | 1  | 5 | 16 | 15:42 | 8    |

|  | Kampioen, geplaatst voor Copa do Brasil 2012                 |
|  | Geplaatst voor Copa do Brasil 2012                           |
|  | Geplaatst voor Série D 2011 en finale Campeonato do Interior |
|  | Degradatie                                                   |

### Campeonato do Interior
In geval dat beide ploegen een keer winnen worden er strafschoppen genomen. 
|            |                                |       |                      |                                                   |
| 8 mei Heen | Cianorte                       | 3 – 0 | Operário Ferroviário | Estádio Albino Turbay, Cianorte Toeschouwers: 703 |
| 8 mei Heen | Giancarlo 30', 73' Geandro 55' |       |                      | Estádio Albino Turbay, Cianorte Toeschouwers: 703 |

|              |                                                            |       |                                                   |                                                          |
| 15 mei Terug | Operário Ferroviário                                       | 1 – 0 | Cianorte                                          | Estádio Germano Krüger, Ponta Grossa Toeschouwers: 2.151 |
| 15 mei Terug | Lisa 30'                                                   |       |                                                   | Estádio Germano Krüger, Ponta Grossa Toeschouwers: 2.151 |
| 15 mei Terug | Strafschoppen                                              |       |                                                   | Estádio Germano Krüger, Ponta Grossa Toeschouwers: 2.151 |
| 15 mei Terug | Serginho Catarinense Edson Grilo Diego Martins Mateus Ivan | 4 - 5 | Giancarlo Geandro Felipe Pinto Almir Emerson Bala | Estádio Germano Krüger, Ponta Grossa Toeschouwers: 2.151 |

### Kampioen
| Campeonato Paranaense de 2011 |
| Paraná                        |
| ----------------------------- |
| CORITIBA Kampioen (35° titel) |